# Jirnicovité
Jirnicovité (Polemoniaceae) je čeleď vyšších dvouděložných rostlin z řádu vřesovcotvaré (Ericales). Jsou to byliny nebo řidčeji dřeviny s jednoduchými nebo složenými listy a často s nápadnými květy. Čeleď zahrnuje téměř 400 druhů ve 26 rodech. Je rozšířena zejména v Severní Americe a v horách tropické Ameriky. V České republice se vyskytuje jirnice modrá. Některé druhy jsou pěstovány jako okrasné rostliny, zejména plamenky (floxy), proměnky a šplhavá bylina vilec šplhavý (kobea).

## Popis

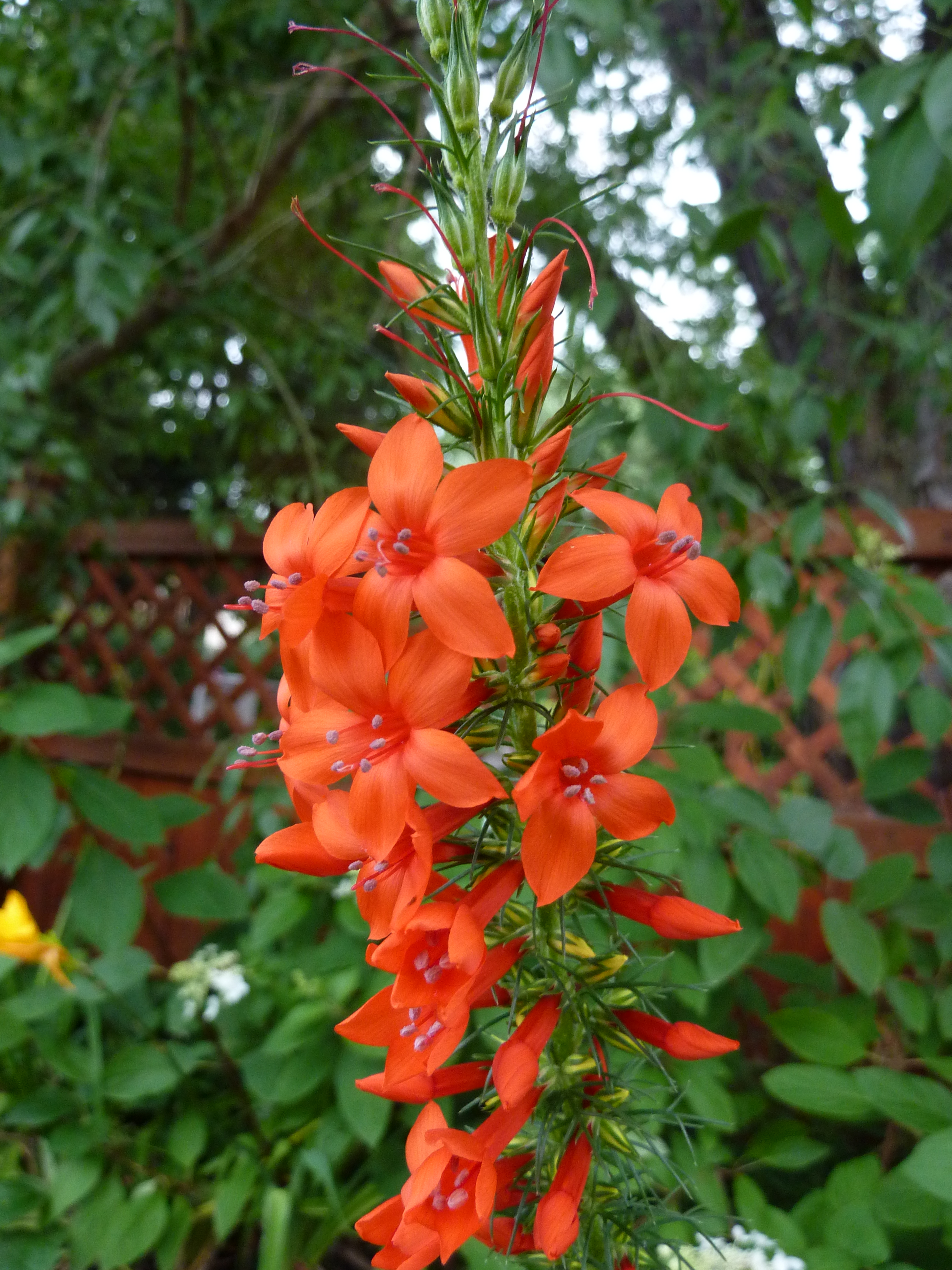
Ipomopsis rubra

Jirnicovité jsou jednoleté nebo vytrvalé byliny, zřídka keře (Huthia) nebo liány (Cobaea). Stonky a listy jsou často žlaznaté a lepkavé. Listy jsou střídavé nebo vstřícné, jednoduché, celistvé nebo zpeřeně členěné, bez palistů. U rodu vilec (Cobaea) jsou listy zpeřené a koncový lístek je přeměněn v úponku. U některých zástupců, např. rodu Loeselia, jsou listy ostnité. Květenství jsou úžlabní nebo vrcholové vrcholičnaté hrozny či laty, případně jsou květy jednotlivé. Květy jsou většinou nápadné, pravidelné, řidčeji souměrné, oboupohlavné, pětičetné. kalich i koruna jsou srostlé, koruna tvoří u některých zástupců dlouhou trubku. Tyčinek je 5 a jsou přirostlé ke koruně. Semeník je svrchní, srostlý ze 3 plodolistů. Obsahuje 3 komůrky a nese jedinou čnělkou se 3 bliznovými rameny. Plodem je tobolka. Semena jsou většinou drobná a četná, řidčeji velká s nápadným křídlem (Cantua, Cobaea, Huthia).

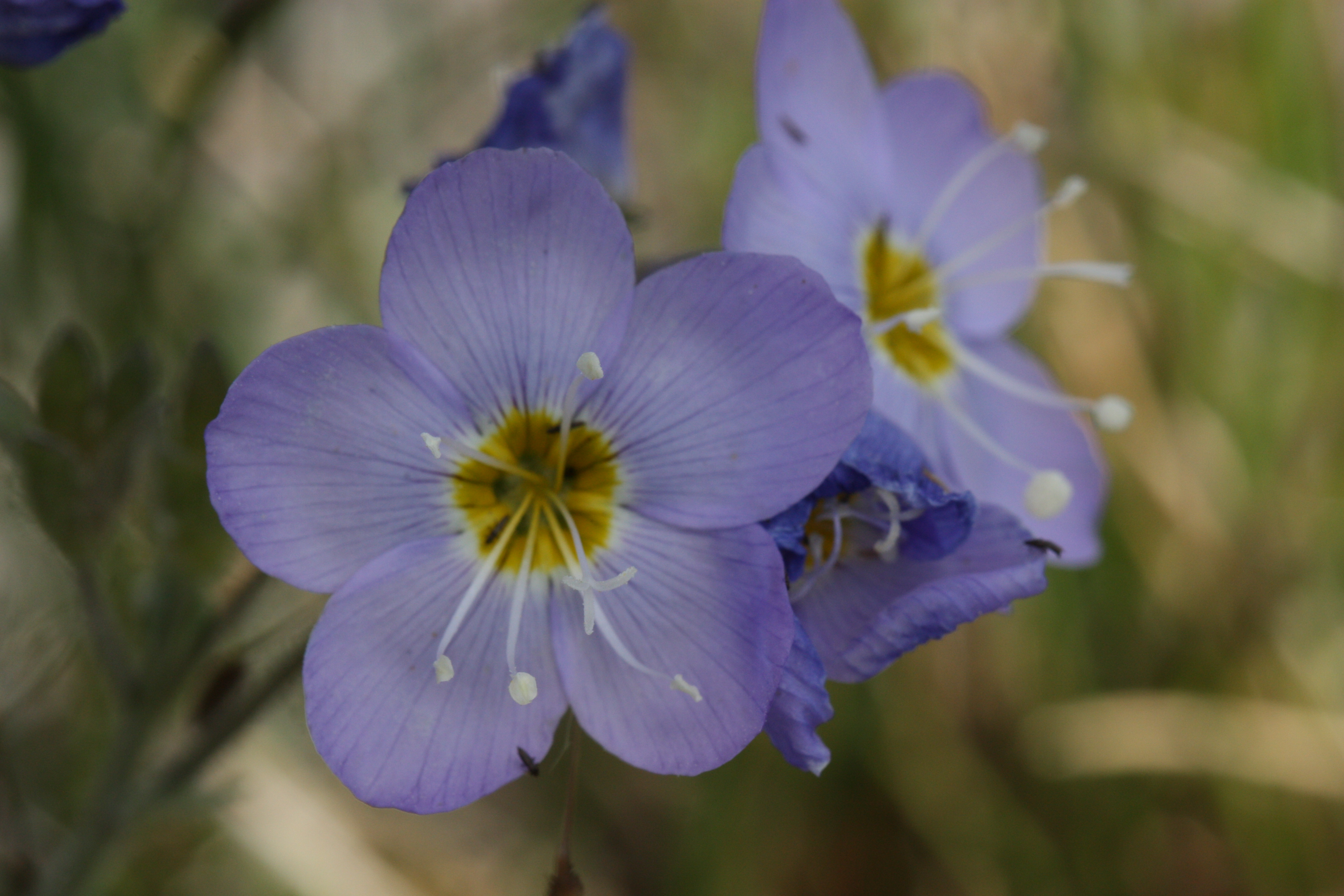
Květy jirnice Polemonium boreale
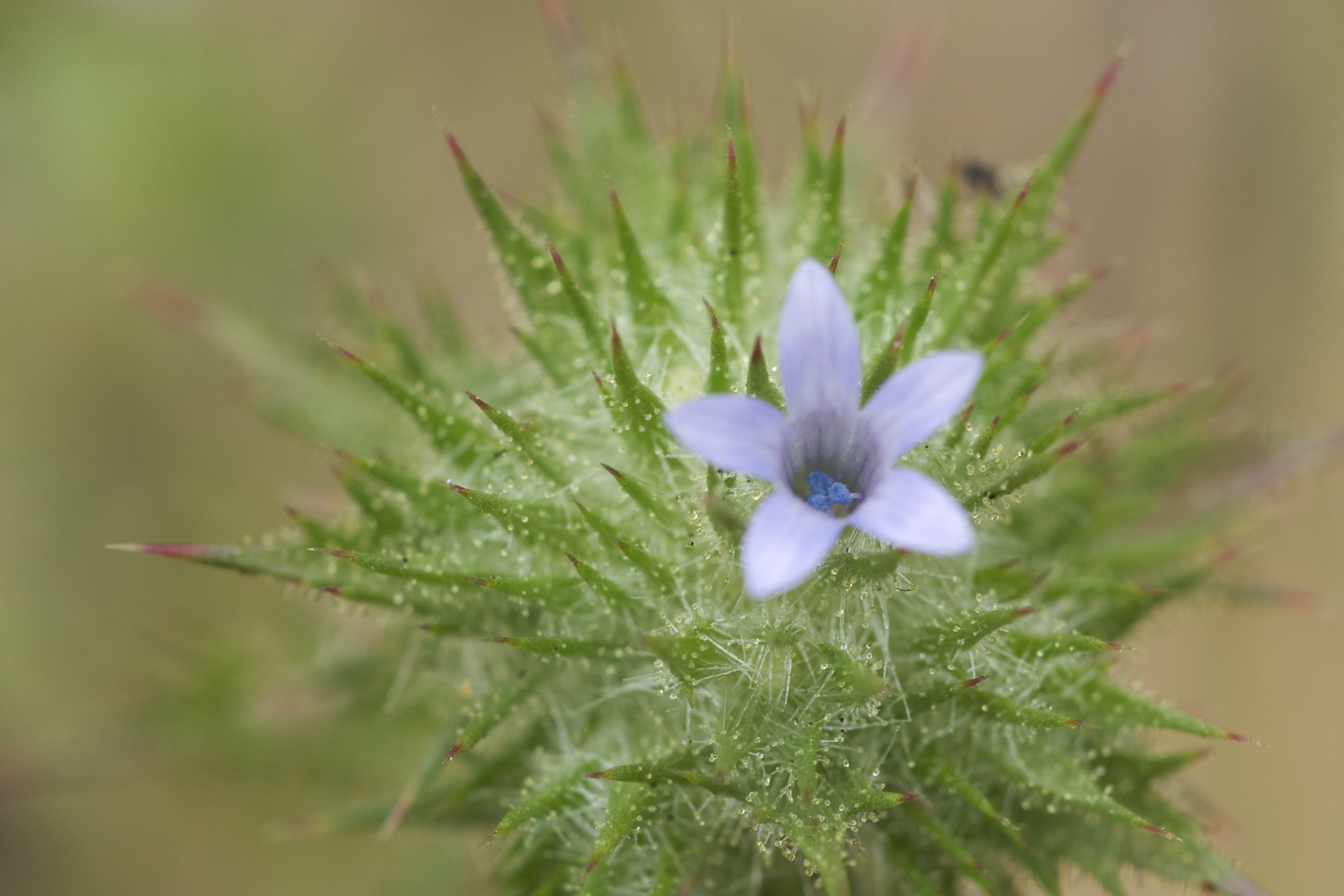
Navarretia squarrosa
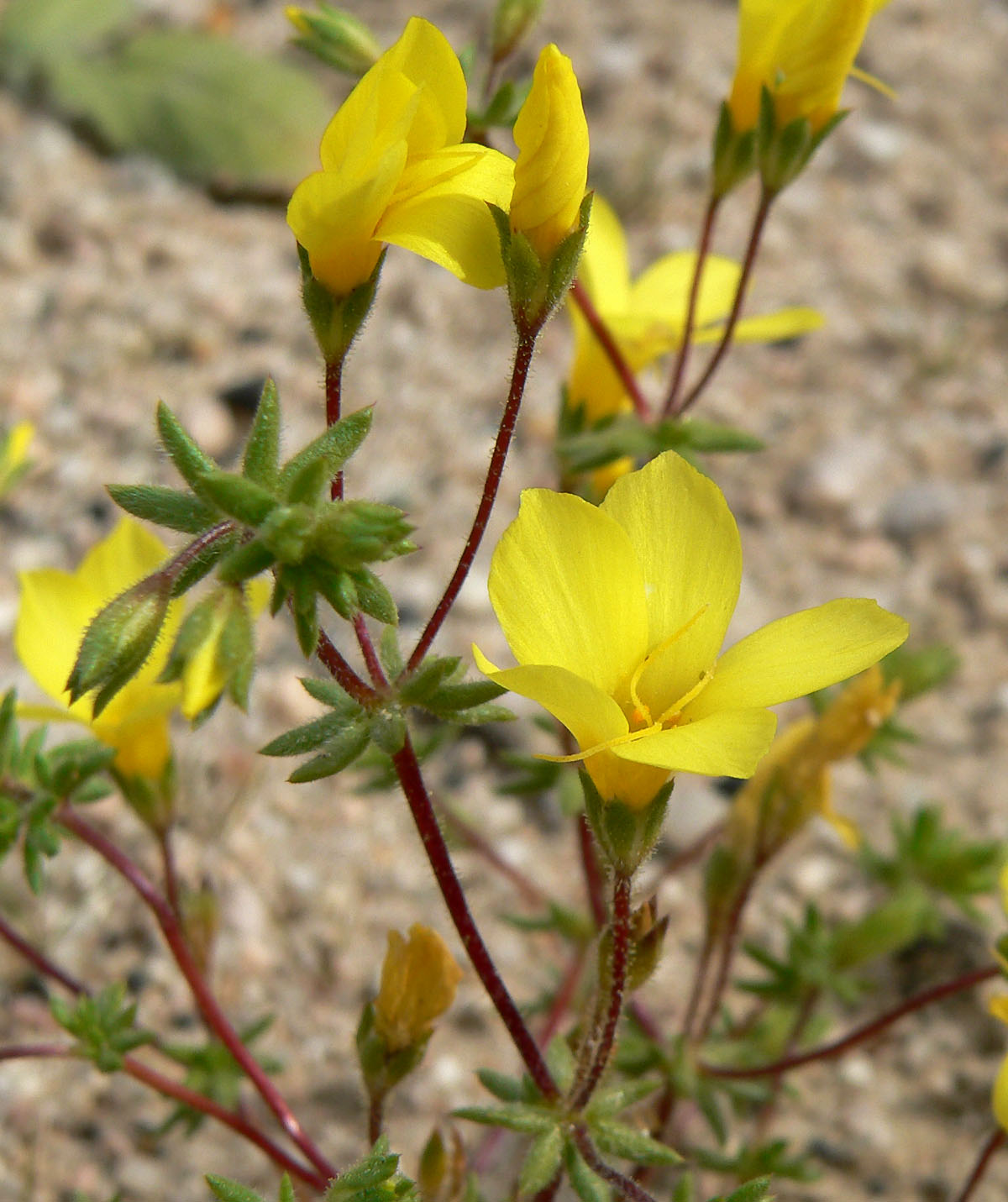
Linanthus aureus
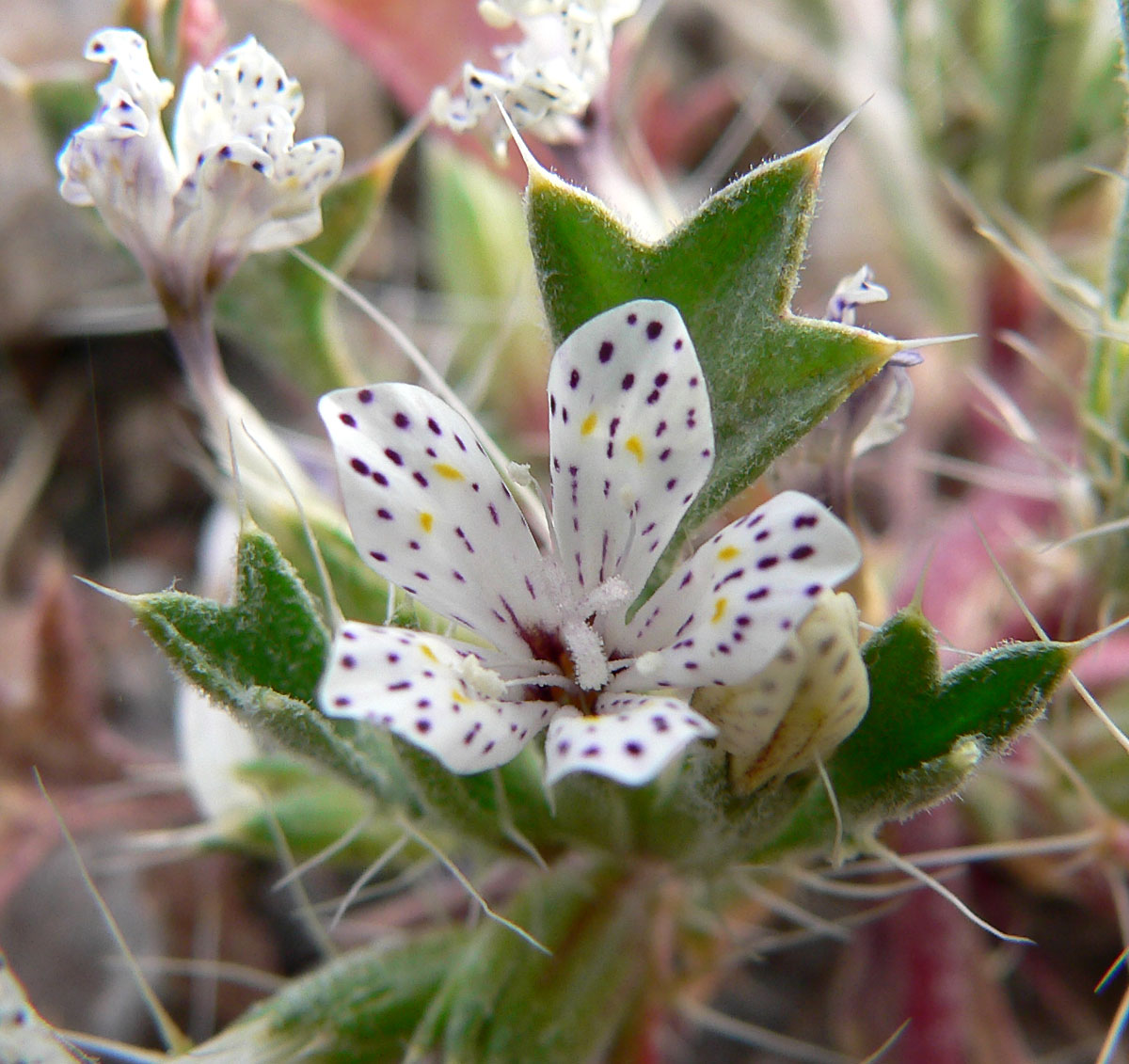
Langloisia setosissima

## Rozšíření
Čeleď zahrnuje asi 380 druhů ve 26 rodech. Největší rody jsou plamenka (Phlox, 70 druhů), proměnka (Gilia), jirnice (Polemonium) a Linanthus (po 40 druzích), Navarettia, Leptosiphon a Ipomopsis (po 30 druzích). Centrum diverzity je v západních oblastech Severní Ameriky, vyskytuje se však i ve větší části Eurasie, ve Střední Americe a horstvech Jižní Ameriky až po Argentinu. Chybí v Africe a Austrálii.
Největší areál rozšíření má rod jirnice (Polemonium), který se vyskytuje v Severní i Jižní Americe a v Eurasii.
Většina rodů jirnicovitých jsou endemity Severní Ameriky (vč. Mexika), poměrně častá je také disjunkce mezi západem či jihozápadem Severní Ameriky a jižní částí And.
V Evropě jsou původní 3 druhy. Téměř po celé Evropě je rozšířena jirnice modrá (Polemonium caeruleum), v nejsevernějších oblastech jirnice P. acutiflorum a P. boreale. Některé druhy rodu slizatka (Collomia) byly zavlečeny ze Severní Ameriky. Kromě rodu jirnice zasahuje mimo americký kontinent pouze asijská plamenka Phlox sibirica.

## Ekologické interakce
Jirnicovité jsou opylovány celou paletou opylovačů. Většina druhů mírného pásu je opylována relativně drobným hmyzem – včelami, mouchami a brouky. Velké zvonovité květy Cobaea jsou opylovány lišaji a netopýry. Jasně červeně zbarvené trubkovité květy rodu Cantua a druhu Loeselia mexicana jsou navštěvovány kolibříky. Charakteristický odér produkovaný žlázkami na listech a stoncích slouží nejspíše k odpuzení býložravců.

## Taxonomie
Čeleď byla tradičně řazena do řádu lilkotvaré (Solanales), po nástupu molekulárních studií však byla přeřazena do řádu Ericales. Sesterskou skupinou je čeleď Fouquieriaceae. Rod Cobaea byl některými botaniky (např. Dahlgren) řazen do samostatné čeledi Cobaeaceae.

## Zástupci

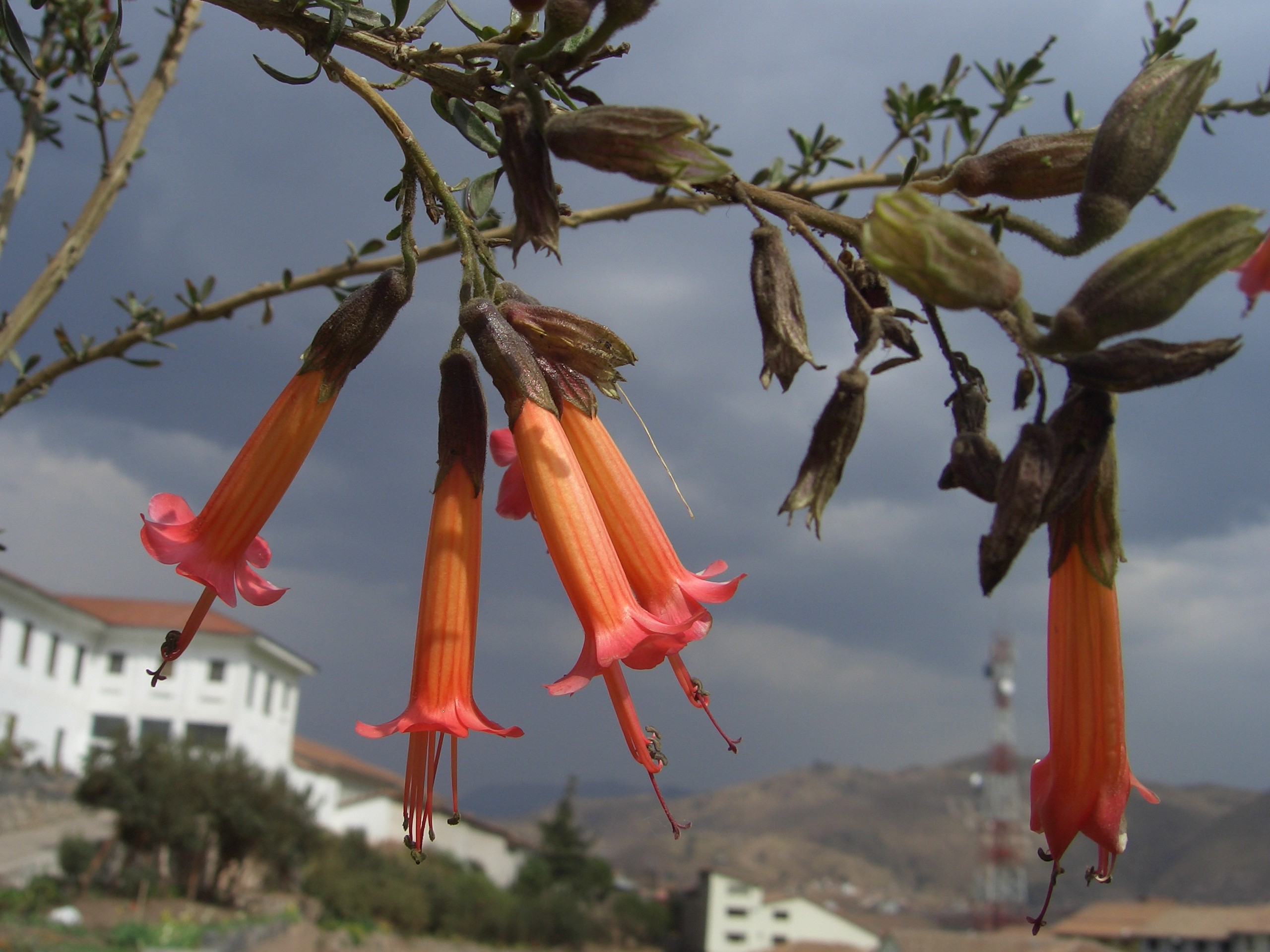
Žlutobýl Cantua buxifolia

- jirnice (Polemonium)
- plamenka (Phlox)
- proměnka (Gilia)
- slizatka (Collomia)
- vilec (Cobaea)
- žlutobýl (Cantua)[8][9]

## Význam
Mnohé druhy, zvláště z rodů plamenka (Phlox), jirnice (Polemonium), vilec (Cobaea) a proměnka (Gilia) jsou pěstovány jako okrasné rostliny.
Žlutobýl Cantua buxifolia je národní rostlinou Peru a byl pěstován již Inky v okolí jejich chrámů. Některé druhy jirnicovitých jsou používány v medicíně (vilec šplhavý, Loeselia mexicana). Z listů a stonků některých druhů rodu Loeselia, Cantua a Ipomopsis je vyráběn pěnivý roztok používaný k mytí jako náhrada mýdla.

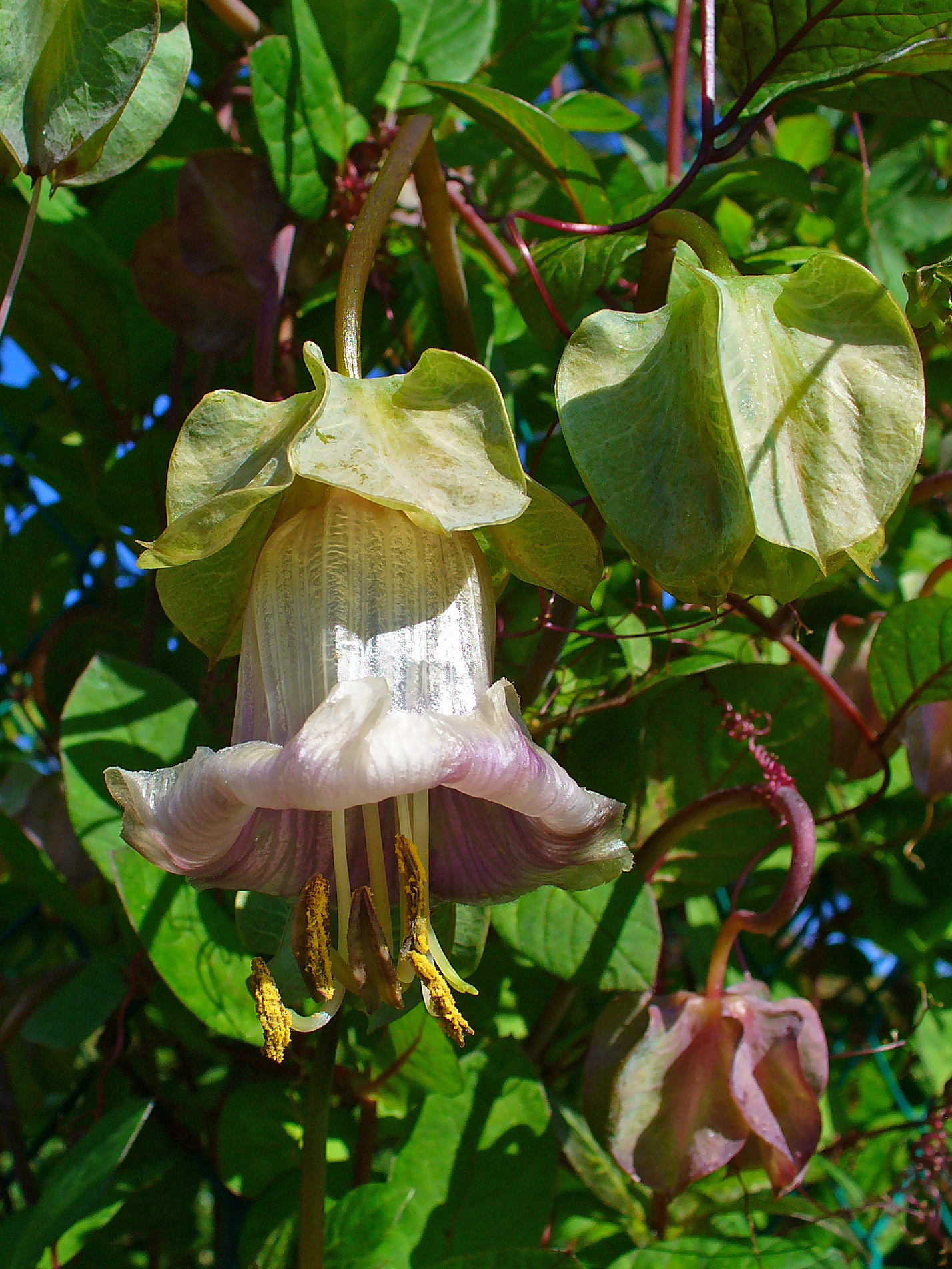
Vilec šplhavý (Cobaea scandens)
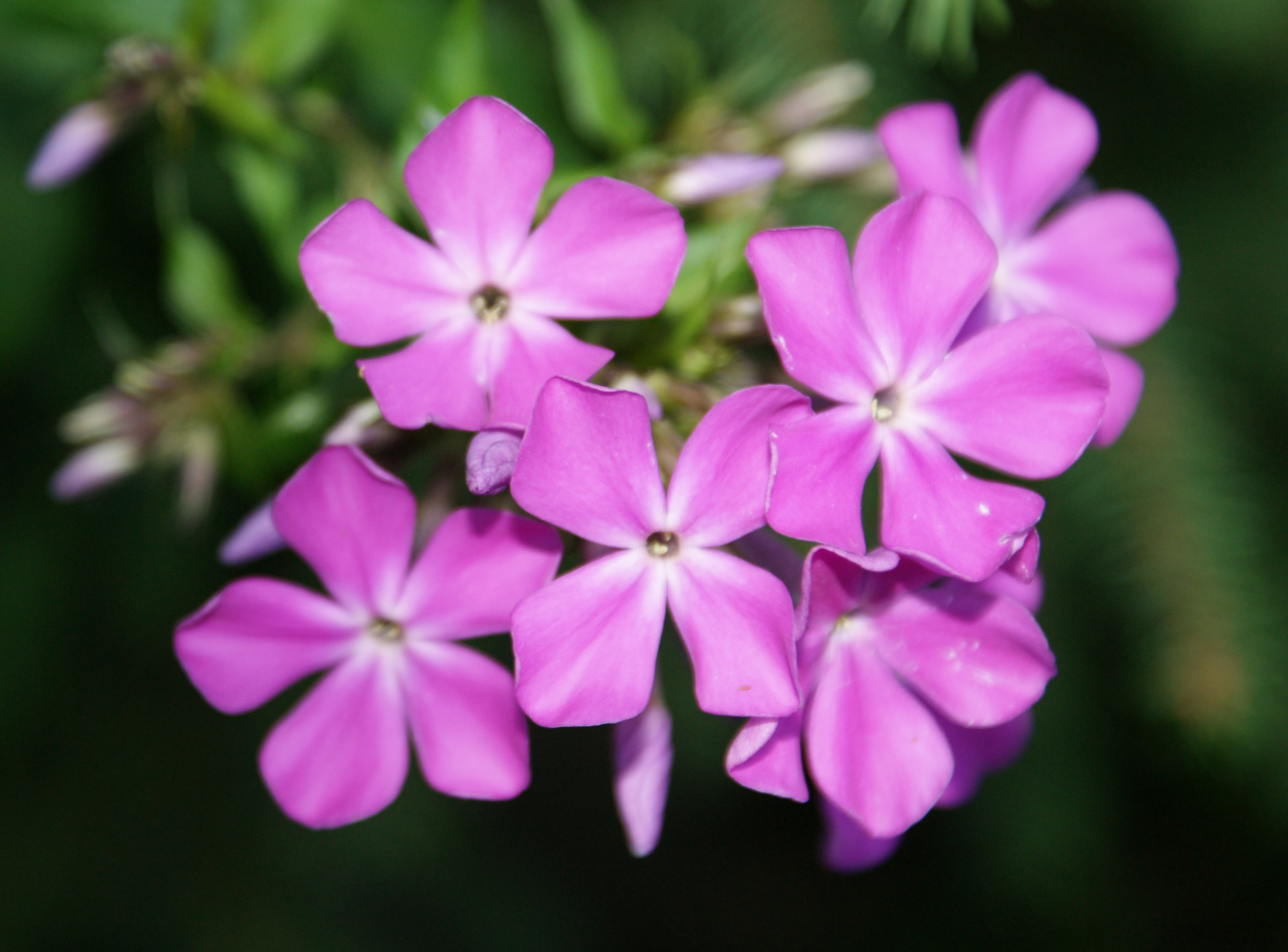
Plamenka Phlox paniculata
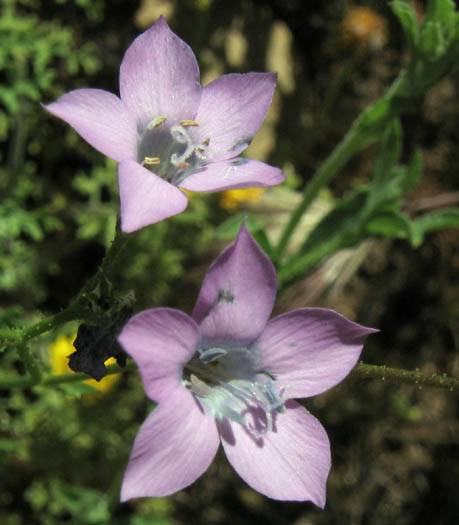
Proměnka Gilia splendens

## Přehled rodů
Acanthogilia, Aliciella, Allophyllum, Bonplandia, Bryantiella, Cantua (včetně Huthia), Cobaea, Collomia, Dayia, Eriastrum, Gilia (včetně Giliastrum), Gymnosteris, Ipomopsis, Langloisia, Lathrocasis, Leptodactylon, Leptosiphon, Linanthus, Loeselia, Loeseliastrum, Microgilia, Microsteris, Navarretia, Phlox, Polemonium, Saltugilia